# Prometopus flavicollis
Prometopus flavicollis là một loài bướm đêm trong họ Noctuidae.